# Ptačinec prostřední
Ptačinec prostřední (Stellaria media), zvaný též ptačinec žabinec, je jednoletá bylina z čeledi hvozdíkovité, hojná v lesích, polích i zahradách. Patří k nejrozšířenějším plevelům v Česku a je významným plevelem zemědělských plodin celosvětově.

## Popis
Je to nízká, křehká, hustě rozvětvená a mělce kořenící bylina. Lodyhy jsou poléhavé až vystoupavé, porostlé bílými chloupky; listy vstřícné, vejčité, na konci zašpičatělé, v dolní části lodyhy řapíkaté, v horní naopak přisedlé. Drobné květy vyrůstají ve vijanech v paždích listů; jsou pravidelné, pětičetné, oboupohlavné, s bílými korunními lístky a samosprašné. Plodem je vícesemenná tobolka s šedohnědými až černými, zhruba 1,5 mm dlouhými semeny, porostlými bradavčitými výrůstky.
Kvete během celého roku, včetně mírnějších zim. Má velmi krátkou vegetační dobu. Na jedné rostlině dozrává až několik tisíc semen, která vysemeňují postupně a klíčí v průběhu celého roku. V půdě vydrží životná i několik let.
Ptačinec prostřední je původně eurasijský druh, díky antropogennímu šíření dnes již kosmopolitní. V ČR je rozšířen obecně, prakticky na všech půdách od nížin do hor. Nejlépe se mu daří na půdách úrodných, vlhkých a humózních, kde často tvoří souvislé pokryvy.

## Využití
Ptačinec se využívá v tradiční medicíně i jako jedlá rostlina. V tradiční medicíně Asie a Afriky byl odvar listů užíván k léčení potíží respiračních a trávicího traktu, ale i k hojení ran a rozličným problémům s pokožkou. Na začátku 21. století se začal čaj z ptačince objevovat jako doporučený prostředek na hubnutí - byť jeho účinek na váhu je sporný, má pozitivní vliv na snižování hladiny cholesterolu. Díky vysokému obsahu flavonoidů, taninů a saponinů vykazuje i protizánětlivé a antibakteriální účinky. Oproti jiným divoce rostoucím rostlinám má spíše nižší obsah vitamínu C.
K jídlu se sbírají mladé a dosud nerozkvetlé výhonky, které lze použít do salátů, pomazánek, polévek nebo jako alternativu či příměs špenátu. Rostlina je považována za bezpečnou k požití, ale kvůli vysokému obsahu draslíku není vhodná jako hlavní složka potravy zvířat.

## Etymologie
Latinské jméno vychází ze slova stella (česky hvězda) podle hvězdovitého tvaru květů rostliny. V angličtině je tak občas označovaný i jako starweed (hvězdovitý plevel). Běžný anglický název chickweed ("slepičí plevel") vznikl nejspíš proto, že se rostlinou často krmila již od středověku mladá drůbež i divocí ptáci.

## Galerie

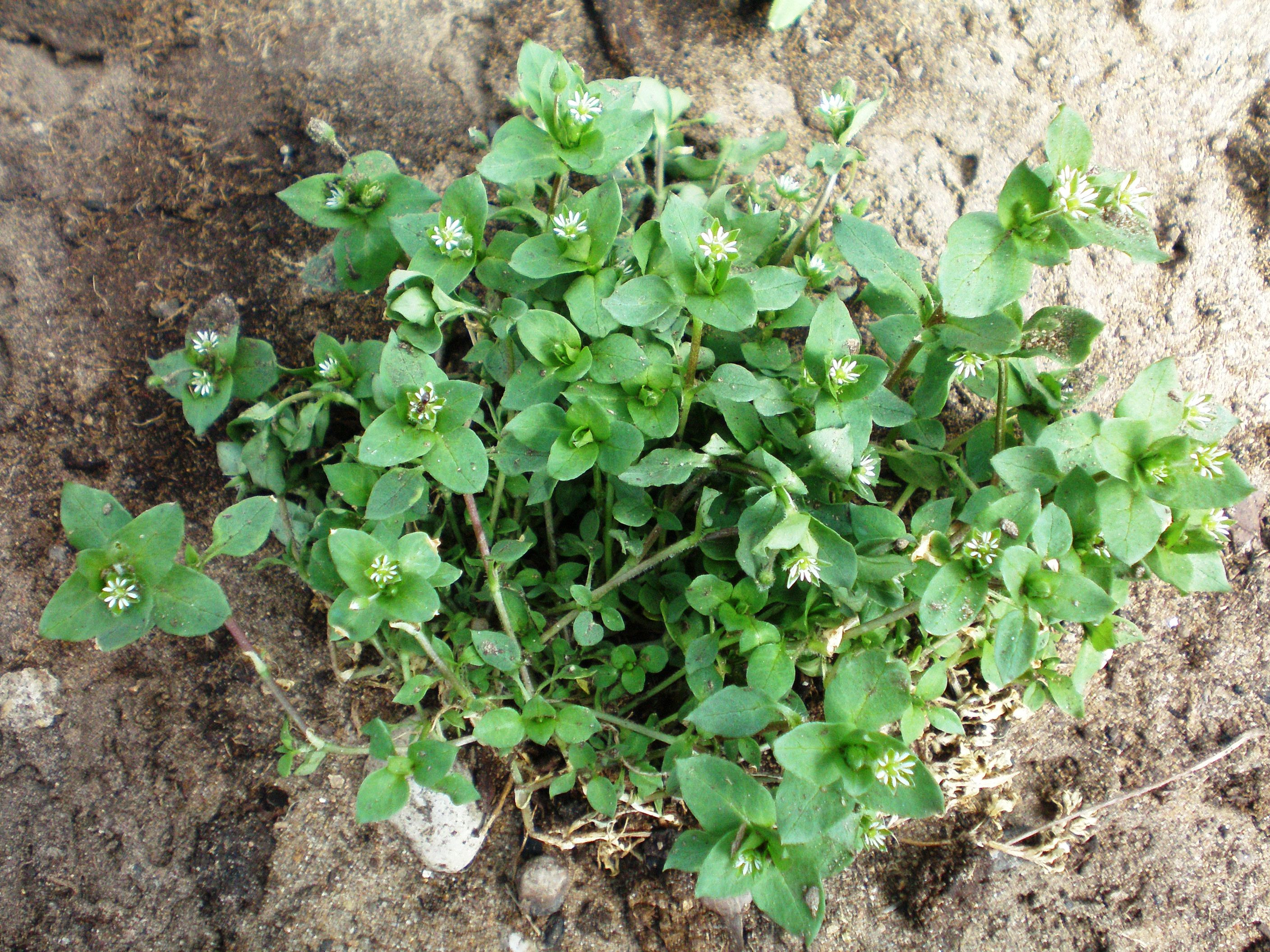
Kvetoucí rostlina
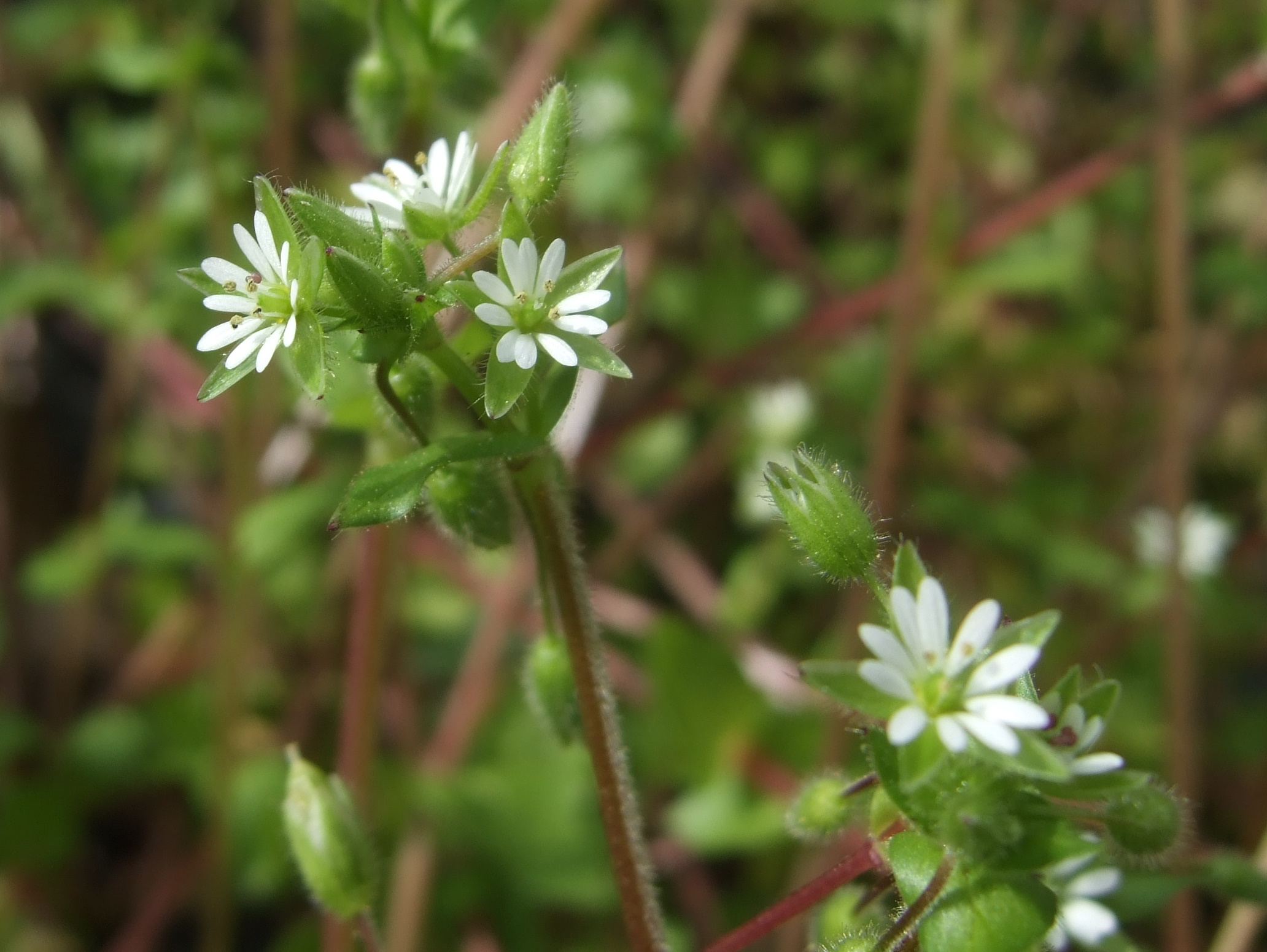
Stonek s květy
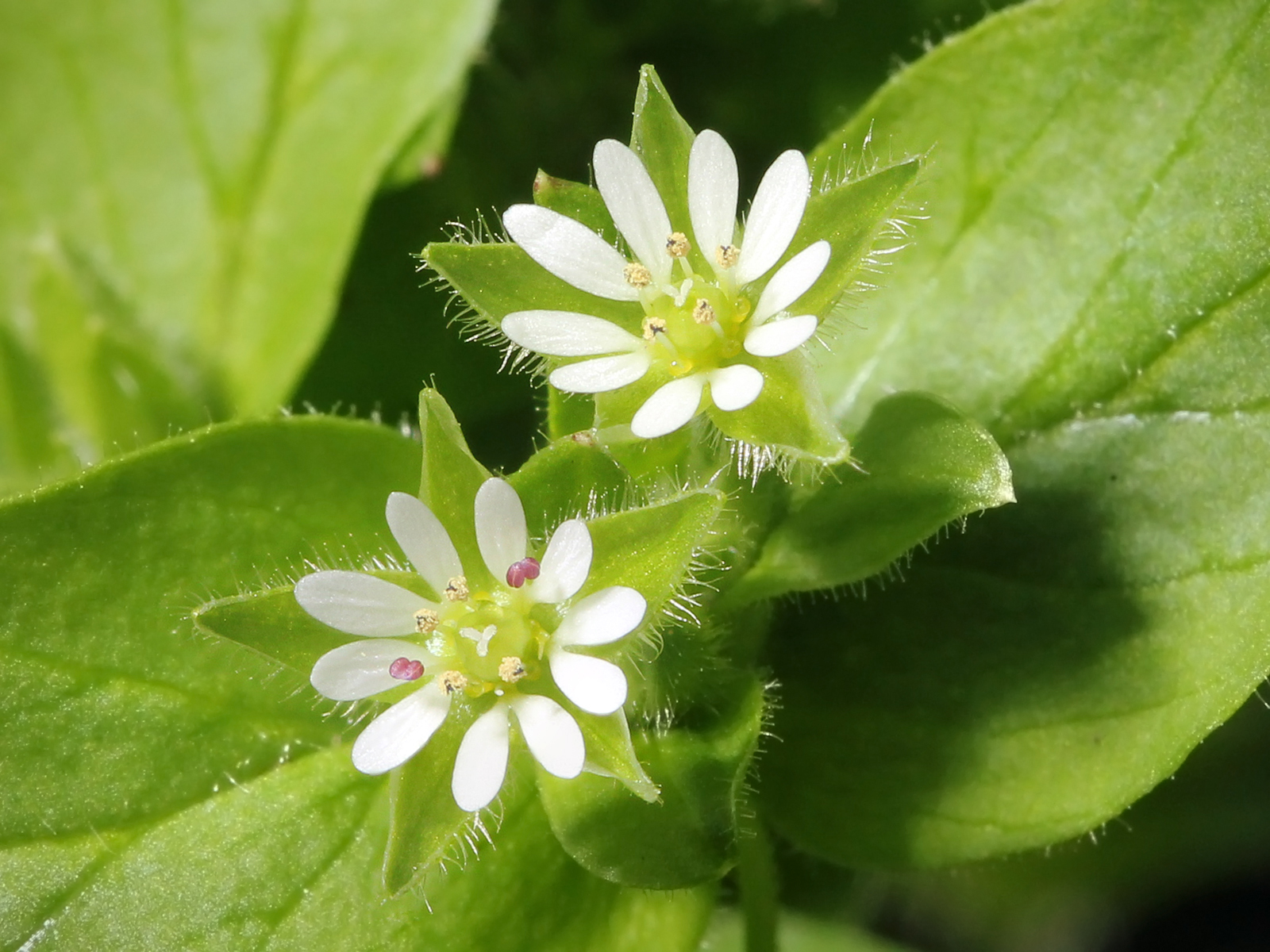
Detail květů
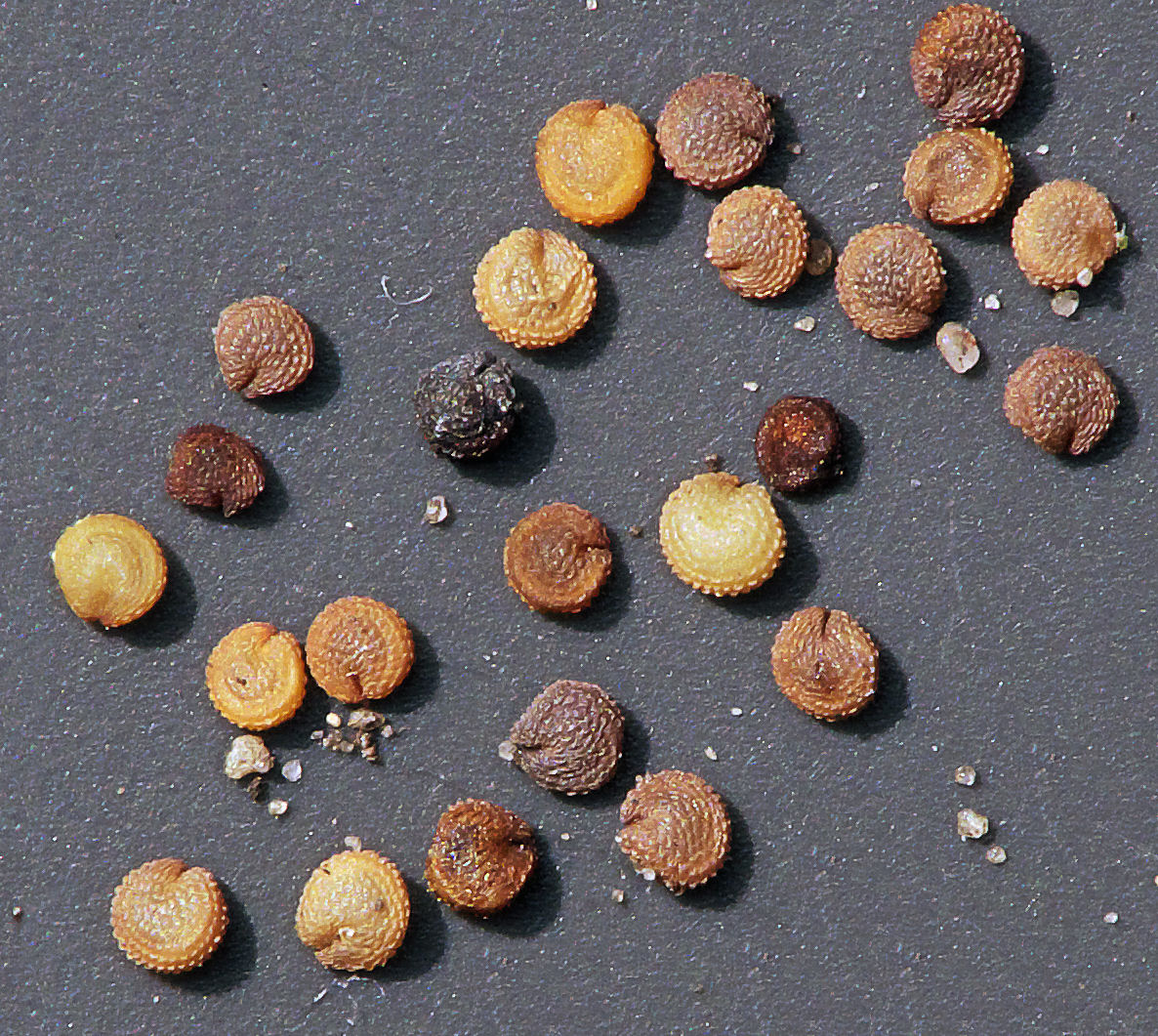
Detail semen